# Monhystera dadayi
Monhystera dadayi är en rundmaskart som beskrevs av Goodey 1963. Monhystera dadayi ingår i släktet Monhystera och familjen Monhysteridae. Inga underarter finns listade i Catalogue of Life.